# Лефевр, Владимир Александрович
Влади́мир Алекса́ндрович Лефе́вр (англ. Vladimir Lefebvre; 22 сентября 1936, Ленинград — 9 апреля 2020, Ирвайн, Калифорния) — советский и американский психолог и математик, профессор Калифорнийского университета в Ирвайне, создатель теории рефлексивных игр и термодинамической модели рефлексии, концепций рефлексивная система, рефлексивное управление, рефлексивные игры; первый, кто вывел изучение рефлексии из-под идеологического контроля.
Согласно Джонатану Фарли (Jonathan Farley), математику из Стэнфорда, занимающемуся прикладными исследованиями по проблеме национальной безопасности, теория рефлексии Лефевра была советской альтернативой теории игр, широко принятой в то время истеблишментом американского министерства обороны.

## Биография
Владимир Александрович Лефевр родился 22 сентября 1936 года в Ленинграде.
В 1955—58 годы служил в артиллерии вычислителем, придумал графический метод определения прицела и написал об этом статью, которую опубликовали в «Артиллерийском журнале» в 1958 году.
В 1963 году окончил мехмат МГУ.
В 1967—1969 годах заведовал теоретическим отделом НИИ автоматической аппаратуры имени В. С. Семенихина, где вёл инженерно-психологические разработки военного профиля.
В книге «Конфликтующие структуры» (1967) ввел основные понятия теории рефлексии.
В 1971 году на факультете психологии МГУ защитил кандидатскую диссертацию по психологии.
С 1969 по 1974 год работал руководителем научной группы в ЦЭМИ (Центральный экономико-математический институт).
В 1974 году вместе с женой кандидатом психологических наук В. И. Дубовской эмигрировал в США, где работал в Калифорнийском университете в Ирвайне.
Скончался 9 апреля 2020 года в городе Ирвайн округа Ориндж штата Калифорнии, США.

## Научная деятельность

### Основные понятия
В своих ранних работах (1962—1967) Лефевр построил основу будущей рефлексивной теории: ввёл понятие рефлексивной системы; рассматривал интеллектуальные взаимодействия индивидов как рефлексивные игры; ввёл понятие рефлексивное управление (передача одним индивидом другому такой информации, которая послужит основанием для принятия решения, предопределенного передающей стороной); для моделирования понятия рефлексивное управления Лефевр сконструировал экспериментальный автомат, обладавший парадоксальным свойством оптимизировать свою работу при противодействии человека-испытуемого (автомат работал лучше, когда ему мешали работать).
В те же годы Лефевр в своих работах начал проводить мысль, что естественнонаучный подход не являлся адекватным для описания человека. Традиционное противопоставление исследователя и объекта исследования теряло смысл при исследовании объектов, сравнимых с исследователем по совершенству, ибо они были способны проникать в замыслы исследователя и влиять на теорию, им создаваемую. Для изучения человека была необходима формальная модель, подобная физическим моделям. Человека следовало представлять неотъемлемой частью физического мира и с присущими ему феноменами сознания: образами себя и другого вместе с отображениями ими образов друг друга (Конфликтующие структуры, 1967).
В начале 2000-х годов Лефевр работал над сравнением идей бихевиоризма и ментализма. Он создал модель, которая связывала биполярное вероятностное поведение субъекта с его ментальной сферой. Природа морального выбора человека представлялась Лефевром двуаспектной. С одной стороны альтернативы играли роль полюсов добра и зла. С другой — у них были полезности, причем полезность негативного полюса могла быть больше полезности позитивного. Лефевр утверждал, что подобная двуаспектность имела место не только в выборе человека, но и в выборе животных.

### Моделирование совести
В середине 1970-х годов Лефевр начал развивать формальный подход к понятиям добро-зло и отношениям конфликт-объединение между ними, игнорируя этическую коннотацию и строя формальное исчисление на основе булевой алгебры. На основе этой формализации он построил математическую модель субъекта, обладающего совестью, и описывал с помощью этой модели рефлексивные взаимодействия индивидов, многократно отображающих друг друга в своем внутреннем мире (Algebra of Conscience, 1982; русский перевод второго издания — Алгебра совести, 2003). Оперирование с моделью якобы доказывало существование двух этических систем: в одной системе объединение добра и зла оценивалось как зло, то есть ложка дегтя портила бочку меда; в другой системе объединение добра и зла оценивалось как добро, то есть благая цель оправдывала дурные средства. Утверждалось: модель показала, что в той системе, в которой объединение добра и зла есть зло, индивиды возвышались в собственных глазах, когда вступали в сотрудничество друг с другом. А в той системе, в которой объединение добра и зла оценивалось как добро, индивиды возвышались в своих глазах, когда вступали в конфликт. Это формальное следствие из модели было якобы подтверждено экспериментальными исследованиями. Кроме того, утверждалось, что эта модель показывала, при каких условиях индивиды способны совершать «свободный выбор», и предлагала решение дилеммы заключенного.

### Принятие решений в группе
Продолжая работу с формальным представлением субъекта, изложенным в «Алгебре совести», и используя теорию графов, Лефевр построил модель выбора отдельных членов группы, воздействующих друг на друга. Индивидуальный выбор предсказывался уравнениями, параметрами которых являлись набор альтернатив, воздействие мира на индивида, его образ этого воздействия и его интенция. Решением уравнения было подмножество альтернатив, которое мог выбрать субъект. У группы, как у целого, могли быть собственные интересы. Связь интересов группы с индивидуальными интересами субъектов координировалась принципом запрета эгоизма: каждый член группы, преследуя свои личные цели, не мог наносить ущерб группе как целому. Этот принцип был столь же важен в теории рефлексивных игр, как принцип гарантированного результата в классической теории игр (Лекции по теории рефлексивных игр, 2009).

### Человек и Космос
Лефевр считал человека неотъемлемой частью Вселенной. В своей книге «Космический субъект», 1996, он описывал свои попытки связать человека с законами природы и космоса. Он строил термодинамическую модель субъекта, уподобляя работу нейронных сетей мозга работе цепочки тепловых машин. Эта модель объясняла появление пропорции золотого сечения в психологических экспериментах и социальных опросах; из неё выводились гармонические интервалы музыкального строя; она объясняла сущность медитации. Лефевр предполагал, что термодинамическая модель описывала любого субъекта, который мог существовать в Космосе, например, потоки плазмы, структурированные магнитным полем. Из того факта, что в модели сознания и модели гармонических музыкальных интервалов лежали сходные математические формализмы, Лефевр делал вывод, что для обнаружения внеземных разумных субъектов следовало искать музыкальные отношения в потоках космических сигналов, доходящих до нас.

### Проблема одушевленности
Мог ли феномен сознания быть объяснён на пути все более глубокого исследования мозга? Лефевр, отвечая на этот вопрос, подвергал ревизии само понятие существования и следовал схеме платоновой онтологии, в которой феномен сознания являлся неотъемлемой компонентой сущего и идеальные сущности имели статус реально существующих. Ментальная феноменология, по его мысли, являлась проявлением существования таких идеальных объектов. В книге «Что такое одушевленность?», 2017, Лефевр приводил обзор своих работ, основанных на использовании термодинамической модели рефлексии, и завершал вывод полного набора гармонических интервалов в музыке, объясняя, тем самым, почему одни интервалы приятны нашему уху, а другие — нет (загадка известная со времен Пифагора).

### Публицистика
В своих статьях и выступлениях, посвященных текущим проблемам общественной жизни, Лефевр касался таких тем, как перспективы современной науки, конфликт между наукой и верой, структура морального сознания, виртуальная реальность и будущее России, истоки демографического кризиса, ошибки миротворчества и многие другие.

### Веб-сайт
- http://algebrasovesti.us